# Via Celtica
Con il termine moderno via Celtica si indica un'antica strada militare romana della Gallia, che univa Massiac a Arpajon-sur-Cère, attraversando i Monts du Cantal (Mons Celtorum) e il territorio degli Arverni.

## Storia
Questa via ripercorre un itinerario antecedente la conquista romana della Gallia. L'itinerario che passa per il Plomb du Cantal e che recava il nome di grande strada del Cantal non ha mai cessato di essere utilizzato fino alla fine del XVIII secolo, quando fu costruita una nuova strada passante nella vallata della Cère (odierna route nationale 122).

## Descrizione
Dopo aver seguito la vallata dell'Allagnon, la strada si divideva in due percorsi, entrambi attestati.
Il primo transitava per l'altopiano del Bru, la vallata della Santoire e il col de Cabre. Il secondo passava in prossimità del Plomb du Cantal e sull'altopiano tra le vallate del Goul e della Cère, seguendo il percorso indicato sulle tavolette militari fino a Jou-sous-Monjou. Là, la strada si dirama da una parte verso il castello di Carlat, dall'altra verso la vallata della Cère.
Esiste anche una via secondaria (via terrana o via rustica) considerata appartenente ad un itinerario più lungo, la via dei Metalli, che partiva dall'estuario della Loira.
Un'altra via romana attraversava il Massiccio Centrale più a sud attraverso l'alta Margeride, transitando sugli altopiani di Trizac, di Collandres e di Apchon, chiamata la chaussée de la reine Blanche.

### Itinerario per l'altopiano del Bru
- Dopo Massiac, attraversa l'Allagnon presso il guado di Grenier-Montgon;
- Sul Plateau de La Bousseloeuf o du Bru (alt. 1090 m)[4]), tratti di questa via, affiancati da muretti, sono tuttora ben visibili;
- Passa a sud di Allanche al Plot du Cap (alt. 1067 m), attraversa la vallata presso il col de Cambalut e passa poi per Dienne (alt. 1060 m);
- Successivamente, attraversa il col de Cabre (alt. 1528 m), tra il Puy de Peyre-Arse (1806 m) e il Puy Bataillouse (1683 m), e discende lungo la vallata della Jordanne, passando per Mandailles-Saint-Julien) (alt. 924 m), fino a Aurillac (alt. 620 m) e da lì raggiunge in piano Arpajon-sur-Cère (alt. 610 m).

### Itinerario per il Mons Celtorum

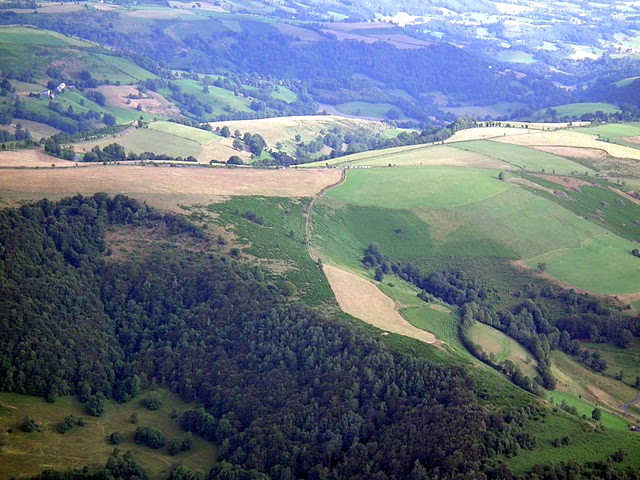
Discesa dal Mons Celtorum sulla cresta tra le vallate del Goul e della Cère.

- Sempre partendo da Massiac, questo percorso seguiva la vallata dell'Allagnon passando per Molompize (alt. 597 m), accanto alla Commenda di Celles (alt. 894 m), fino a Murat (alt. 898 m);
- Da lì, ritornava verso Albepierre-Bredons (alt. 1052 m) fino al col de Prat-de-Bouc (alt. 1396 m);
- Là, la via lasciava alla sua destra il percorso della vallata di Brezons, che conduce a Saint-Flour e risale verso ovest passando per il col de la Tombe-du-Père (alt. 1586 m), lasciando il Plomb a destra per prendere il col de la Pourtoune, che sale fino a 1693 m.